# Христос біля стовпа (Браманте)
«Христос біля стовпа» (італ. Cristo alla colonna) — картина італійського живописця Донато Браманте. Створена близько 1490 року. Зберігається у Пінакотеці Брера в Мілані (поступила в 1915 році зі сховища абатства К'яравалле).

## Опис
У пінакотеці Брера зберігаються найбільш значимі роботи періоду художника, коли він перебував у Ломбардії, готуючись до кар'єри живописця. Серед них представлені «Воїни» з дому Панігарола, цикл фресок, що експонуються вздовж вхідного коридору пінакотеки, а також ця дошка, яка призначалась для абатства К'яравалле, впливового цистерціанського комплексу неподалік від Мілану, абатом якого наприкінці XV століття був кардинал Асканіо Марія Сфорца Віконті, брат Лодовіко Моро.
Твір показовий не тільки пошуками Браманте в плані перспективи і вирішення пропорцій людського тіла, але й очевидною даниною ломбардському реалізму: геометрична ідеалізація і майстерна побудова глибинного простору пов'язані з релігійною і людською напруженістю, яка передана завдяки майже гіперреалістичними деталями (роздуті вени рук, мотузка на шиї, сльози тощо). Патетична сила виразного обличчя впевнено поєднується з відточеним і гладким моделюванням фігури, з витонченою різьбленою пілястрою і з незвичними обрисами відчиненого вікна.
Красивий, істинно ломбардський пейзаж — вода і гори — і ретельне світлотіньове промалювання волосся Ісуса можуть вважатися відображенням першого міланського періоду творчості Леонардо да Вінчі.